# Suaeda heterophylla
Suaeda heterophylla är en amarantväxtart som först beskrevs av Grigorij Silych Karelin och Ivan Petrovich Kirilov, och fick sitt nu gällande namn av Pierre Edmond Boissier. Suaeda heterophylla ingår i släktet saltörter, och familjen amarantväxter. Inga underarter finns listade i Catalogue of Life.